# João Tavares de Moura
Dom João Tavares de Moura (Nazaré da Mata, 23 de julho de 1883 — São Paulo, 20 de julho de 1928), conhecido como Dom Moura, foi um sacerdote católico brasileiro. Foi o primeiro bispo da Diocese de Garanhuns.

## Biografia
Nasceu na localidade de Lagoa Seca, que na época era distrito da vila de Nazaré (hoje município de Nazaré da Mata), atualmente distrito do município de Aliança sob o nome de Upatinga, em Pernambuco.
Foi ordenado padre em 11 de fevereiro de 1906. Foi eleito bispo da recém-inaugurada Diocese de Garanhuns pelo papa Bento XV em 3 de julho de 1919 e sua consagração ocorreu em 7 de setembro do mesmo ano, em Olinda, pelas mãos do arcebispo D. Sebastião Leme, auxiliado pelos bispos D. José Tupinambá e D. José Lopes. Adotou o lema Omnia omnibus, i.e., "tudo para todos".
Uma das características mais marcantes de seu episcopado foi o trabalho ecumênico em que se colocava ao lado das demais igrejas cristãs a favor dos habitantes da diocese. O bispo também preocupava-se com a educação formal de jovens e de adultos. Em razão disso, e transferiu-se do palacete episcopal para as dependências do Ginásio de Garanhuns (atual Colégio Diocesano), para sentir de perto os problemas de seus alunos e professores.
D. Moura faleceu em São Paulo, às vésperas de completar 45 anos de idade e nove de episcopado, e foi sepultado na catedral de Garanhuns no dia 2 de agosto seguinte.